# Коспанов, Шапет Коспанович
Шапет Коспанович Коспанов (каз. Шапет Қоспанұлы Қоспанов; 5 декабря 1914, а. Есиль, Акмолинская область, Российская империя — 14 июля 2006, Алма-Ата, Казахстан) — советский казахский общественный, государственный и партийный деятель.
Происходит из рода атыгай племени аргын.

## Биография
В 1936 окончил Алма-Атинский зооветеринарный институт.
В 1936—1947 гг. работал старшим зоотехником в совхозах «Сенжар», «Пресновский», главным зоотехником треста совхозов Северо-Казахстанской области. В 1947—1959 годах — главный инспектор управления Министерства совхозов Казахской ССР, начальник Управления животноводства Министерства совхозов Казахской ССР, главный зоотехник, главный инспектор по крупному рогатому скоту Министерства совхозов Казахской ССР, начальник Управления овцеводства, начальник Главного управления животноводства Министерства сельского хозяйства Казахской ССР. С 1959-1982 годах — 2-й секретарь Кустанайского обкома КП Казахстана, 1-й секретарь Западно-Казахстанского/Уральского областного комитета КП Казахстана, секретарь ЦК КП Казахстана, начальник Подотдела Государственного планового комитета Казахской ССР.

## Награды
- орден Ленина
- орден Ленина
- орден Ленина
- орден Трудового Красного Знамени
- орден Трудового Красного Знамени
- орден «Знак Почёта»
- орден «Знак Почёта»
- медаль «За трудовую доблесть»[2].
- ветеран труда, заслуженный зоотехник Казахской ССР (1958)